# Multiplet
Multiplet ima v fiziki več pomenov.
Kot multiplet lahko razumemo :
- skupino črt v spektru, ki so blizu druga drugi, kar je posledica podobnih energijskih nivojev atomov, ki se samo malo razlikujejo v energiji. Tako majhne razlike v energiji nivojev so posledica različnih orientacij spina in tirne vrtilne količine, ter se zaradi tega razlikujejo v vrednosti kvantnega števila J (fina struktura) ali zaradi jedrske vrtilne količine (hiperfina struktura)
- skupina podatomskih delcev, ki so enaki, če gledamo različna kvantna števila, razen tretje komponente izospina (s tem pa tudi naboja).

Povezane skupine v multipletu imajo svoja imena.
Najpogosteje se uporabljajo:
- kadar je v multipletu samo en primer črte (energetskega nivoja) ali samo en delec, pravimo, da imamo singlet
- kadar sta v multipletu dve črti (dva energetska nivoja) ali dva delca imamo dublet
- v primeru treh imamo triplet
- v primeru osmih dobimo nonet
- v primeru desetih dobimo dekuplet